# زوجیروشی
زوجیروشی (انگلیسی: Zojirushi Corporation) شرکت الکترونیک ژاپنی است، که در سال ۱۹۱۸ تأسیس شد.